# Сорока, Майк
Майкл Джон Грейдон Сорока (англ. Michael John Graydon Soroka; 4 августа 1997, Калгари, Альберта) — канадский бейсболист, питчер клуба Главной лиги бейсбола «Атланта Брэйвз». Участник Матча всех звёзд лиги 2019 года. На драфте Главной лиги бейсбола 2015 года был выбран в первом раунде.

## Карьера
Майк Сорока родился 4 августа 1997 года в Калгари. Учился в католической школе епископа Кэрролла, которую окончил в 2015 году. В детстве Сорока занимался хоккеем, играл за юниорскую сборную Канады по бейсболу. На драфте Главной лиги бейсбола 2015 года его в первом раунде под общим 28-м номером выбрал клуб «Атланта Брэйвз». Питчерский арсенал Сороки на тот момент включал фастбол скоростью ниже 90 миль в час, чейндж-ап и кервбол. Директор скаутской службы «Брэйвз» Брайан Бриджес, комментируя выбор, заявил, что игрок может вырасти в первого или второго питчера стартовой ротации. В июне 2015 года он подписал с клубом контракт, сумма подписного бонуса составила 1,974 млн долларов.
В профессиональном бейсболе Сорока дебютировал в составе фарм-клуба «Атланты» в Лиге Галф-Кост, позднее он был переведён в состав команды новичковой лиги «Данвилл Брэйвз». Суммарно в 2015 году он сыграл в десяти матчах с пропускаемостью 3,18, сделав 37 страйкаутов при 5 уоках. Сезон 2016 года он отыграл за «Ром Брэйвз» в Южно-Атлантической лиге, выиграв с командой чемпионский титул. В 25 сыгранных матчах регулярного чемпионата Сорока провёл на поле 143 иннинга. С показателем пропускаемости 3,02 он стал восьмым среди питчеров лиги. Также он сыграл в двух матчах плей-офф, пропустив в них один ран. В 2017 году он играл на уровне АА-лиге в составе «Миссисипи Брэйвз». На поле Сорока провёл 153,2 иннинга, одержал одиннадцать побед и потерпел восемь поражений с показателем пропускаемости 2,75. Летом он принял участие в Матче всех звёзд будущего.
Перед началом сезона 2018 года Сорока занимал 27 место в списке лучших проспектов по версии журнала Baseball America. Чемпионат он начал в составе «Гуиннетт Страйперс» в ААА-лиге. За команду он сыграл четыре матча с пропускаемостью 1,99. Первого мая он был вызван в основной состав «Атланты» и дебютировал в Главной лиге бейсбола. В течение регулярного чемпионата он дважды вносился в список травмированных из-за болей в плече, сыграв за «Брэйвз» всего пять игр с пропускаемостью 3,54. В 2019 году Сорока стал одним из лидеров стартовой ротации «Атланты». В 29 сыгранных матчах он одержал тринадцать побед при четырёх поражениях. Его показатель пропускаемости 2,68 стал третьим в Национальной лиге. «Брэйвз» выиграли дивизион, но в плей-офф уступили в пяти матчах «Сент-Луис Кардиналс». Сорока одержал победу в третьем матче Дивизионной серии, единственной своей игре в плей-офф. Летом 2019 года он впервые в карьере принял участие в Матче всех звёзд лиги, а после завершения сезона занял второе место в голосовании, определявшем лучшего новичка года в Национальной лиге.
В 2020 году Сорока был включён в стартовый состав команды на матч открытия сезона. На тот момент ему было 22 года 355 дней и он стал самым молодым стартовым питчером «Брэйвз» в современной истории клуба. В регулярном чемпионате он провёл за команду три матча с пропускаемостью 3,95, потерпев одно поражение. Третьего августа он порвал ахиллово сухожилие и был вынужден пропустить оставшуюся часть сезона. В июне 2021 года произошёл рецидив травмы, после он полностью пропустил ещё один сезон. К тренировкам Сорока смог приступить только в 2022 году, а на поле вернулся ещё через сезон в составе «Гуинетт Страйперс». В основном составе «Брэйвз» он, после двухлетнего перерыва, сыграл 29 мая 2023 года.